# Geof Bradfield
Geoffrey Bradfield (* 30. Juni 1970 in Houston) ist ein US-amerikanischer Jazzmusiker (Sopransaxophon, Tenorsaxophon, Bassklarinette, Klarinette, Flöte, Komposition). Er ist in der Musikszene von Chicago und als Hochschullehrer aktiv.

## Leben
Geof Bradfield besuchte die High School for the Performing and Visual Arts, lebte anschließend in New York, Los Angeles und Washington, bevor er 2004 nach Chicago zog. Er ist Mitglied von Ted Sirotas Rebel Souls, für die er auch Kompositionen schrieb, und legte 2003 sein Debütalbum Rule of Three vor. Nachdem er den Master am California Institute of the Arts erworben hatte, unterrichtete er an mehreren Colleges und Hochschulen.
Sein Album African Flowers wurde in der Los Angeles Times 2010 als eine der zehn Spitzen-CDs des Jahres gewürdigt. Seine Suite Melba! verfolgt die Lebensgeschichte der Posaunistin und Arrangeurin Melba Liston. Das gleichnamige Album – für Down Beat eine der besten CDs des Jahres 2013 – erschien auf Origin Records. Im Bereich des Jazz war er zwischen 1994 und 2022 an 48 Aufnahmesessions beteiligt. Zu hören ist er u. a. auf Matt Ulerys Album Wake an Echo (2013) und Mike Allemanas Vonology (2023).
Seit 2012 ist Bradfield als Assistant Professor Jazz-Saxophon und Jazz-Studien an der Northern Illinois University tätig. Er erhielt eine Reihe von Kompositionsaufträgen, u. a. von Chamber Music America und Chicago Community Arts Partnership, Illinois Arts Council und Black Metropolis Research Consortium.

## Diskographische Hinweise
- Geof Bradfield: Rule of Three (2003), mit Noel Kupersmith, Ted Sirota
- Geof Bradfield, Ben Goldberg, Dana Hall: General Semantics (2020)
- Quaver (2023), mit Russ Johnson, Scott Hesse, Clark Sommers, Dana Hall